# Franconia Media
Franconia Media (en alemán: Mittelfranken; pronunciación: [ˈmɪtl̩ˌfʁaŋkn̩]ⓘ) es una de las siete regiones administrativas en que está dividido el estado federado alemán de Baviera. Su capital administrativa es Ansbach. 
Está situada en la parte noroeste de Baviera. Limita con Baden-Wurtemberg, Alta Baviera, Alta Franconia, Baja Franconia, Suabia y el Alto Palatinado. El rey Luis I de Baviera llamó a las tres zonas del norte de su reino la Alta Franconia, la Franconia Media y la Baja Franconia.

## División
Cinco ciudades-distrito (Kreisfreiestadt) y siete distritos (Landkreise) forman la Franconia Media: 
| 1. Ansbach 2. Erlangen 3. Fürth 4. Núremberg 5. Schwabach | 1. Ansbach 2. Erlangen-Höchstadt 3. Fürth 4. Neustadt an der Aisch-Bad Windsheim 5. Nürnberger Land 6. Roth 7. Weißenburg-Gunzenhausen |

### Otras ciudades importantes
| - Altdorf bei Nürnberg - Dinkelsbühl - Feuchtwangen - Gunzenhausen - Hersbruck - Herzogenaurach - Hilpoltstein - Langenzenn - Lauf an der Pegnitz | - Neustadt an der Aisch - Oberasbach - Roth - Rothenburg ob der Tauber - Stein - Weißenburg in Bayern - Zirndorf |

## Geografía

### Ríos
| - Aisch - Altmühl - Aurach - Bibert - Fränkische Rezat - Pegnitz - Rednitz | - Regnitz - Schwabach (Rednitz) - Schwabach (Regnitz) - Tauber - Wörnitz - Zenn |

### Lagos
- Altmühlsee
- Großer Brombachsee
- Igelsbachsee
- Kleiner Brombachsee
- Rothsee

### Montañas
El Jura de Franconia (Fränkische Alb) es una cordillera que se extiende a lo largo del oeste de la Franconia Media. La montaña más alta es el Hesselberg con 689 m en el sudoeste de la cordillera. Además el Moritzberg cerca de Núremberg.

## Economía y comercio
El oeste de la Franconia Media es sobre todo rural. La industria se concentra en el este de la región y aquí principalmente en Núremberg, Fürth, Erlangen y Schwabach. Según el PIB, la Franconia Media es una de las regiones más ricas de la Unión Europea, con el índice de 137,2 (EU27: 100, Alemania: 115,8) (2004).
| - adidas - Apollo-Optik - Areva - AEG Hausgeräte - Bosch - Bruder Spielwaren - DATEV eG - Diehl Stiftung - dialo.de - Faber-Castell - Frankenpilger - Geobra Brandstätter GmbH & Co. KG (Playmobil) - GfK - HOB - Schaeffler Gruppe - KarstadtQuelle AG - KarstadtQuelle Versicherungen - Leoni AG - Loos International | - MAN AG - Nestlé Schöller - Novartis - Nürnberger Versicherungsgruppe - Oechsler AG - Prinovis - Puma - Schafft (Bifi) - Schanzenbräu - Schwan-Stabilo - Sielaff - Siemens AG - Simba-Dickie-BIG - Staedtler - Uvex - Wilisch & Sohn GmbH - Triumph-Adler |

## Transporte

### Tráfico aéreo
- Aeropuerto de Núremberg, conexiones internacionales

### Ferrocarril
- Núremberg–Treuchtlingen–Augsburgo
- Núremberg–Bamberg (continúa hacia Lichtenfels, Leipzig y Berlín)
- Núremberg–Ansbach–Crailsheim (continúa hacia Stuttgart)
- Núremberg–Pegnitz (continúa hacia Bayreuth y Cheb)
- Núremberg–Ratisbona (continúa hacia Passau y Viena)
- Núremberg–Schwandorf (continúa hacia Furth im Wald y Praga)
- Núremberg–Wurzburgo (continúa hacia Fráncfort del Meno)
- Núremberg–Ingolstadt–Múnich (ICE)

### Autopistas
- A3 (Fráncfort del Meno)–Wurzburgo–Núremberg−(Passau–Viena)
- A6 (Heilbronn)–Ansbach–Núremberg–(Amberg–Waidhaus–Pilsen)
- A7 (Hamburgo–Wurzburgo)–Rothenburg ob der Tauber–(Ulm–Füssen)
- A9 (Berlín)–Núremberg–(Múnich)
- A73 Núremberg–Fürth–Erlangen–(Bamberg–Coburg–Erfurt)

### Vías fluviales
- El canal Meno-Danubio atraviesa Bamberg, Erlangen, Fürth, Núremberg hasta Kelheim y desemboca ahí en el Danubio. Forma parte de la vía fluvial directa que va desde el Mar del Norte hasta el Mar Negro

## Hermandades
La Franconia Media está hermandada con tres regiones francesas:
- Département Haute-Vienne
- Creuse und Corrèze
- Limousin

y una región polaca:
- Województwo pomorskie